# Aonidiella aurantii
Aonidiella aurantii är en insektsart som först beskrevs av William Miles Maskell 1879.  Aonidiella aurantii ingår i släktet Aonidiella, och familjen pansarsköldlöss. Inga underarter finns listade.